# Buzuluk (affluente del Chopër)
Il Buzuluk (in russo Бузулу́к?) è un fiume della Russia europea meridionale (oblast' di Volgograd), affluente di sinistra del Chopër (bacino idrografico del Don).
Nasce dal versante occidentale delle alture del Volga, scorre dapprima in direzione nord-occidentale successivamente verso sud-ovest in una valle molto larga e piatta nella steppa della parte settentrionale dell'oblast' di Volgograd. Il principale centro urbano toccato nel suo corso è la cittadina di Novoanninskij. Sfocia nel Chopër a 142 km dalla foce, presso il villaggio di Ust'-Buzulukskaja. Ha una lunghezza di 314 km; l'area del suo bacino è di 9 510 km². Il maggior affluente, proveniente dalla destra idrografica è il Kardail (lungo 128 km).
Il fiume è relativamente povero di acque a causa del clima arido, e in alcuni punti del basso corso può seccare completamente durante la stagione estiva. Ci sono oltre 600 piccoli laghi nel bacino.